# Futbolniy Klub Chernomorets
Chernomorets Novorossiysk é uma equipe russa de futebol com sede em Novorossiysk e disputa a segunda divisão da Rússia (Primeira Divisão Russa).
o clube manda  seus jogos no Trud, com capacidade para 12.500 espectadores.

## História
O Chernomorets Novorossiysk foi fundado em 1907.